# Gazdag Ferenc
Gazdag Ferenc (Felsőrönök, 1946. szeptember 24.) történész, biztonságpolitikus, egyetemi tanár, diplomata.

## Tanulmányai és munkássága
Egyetemi tanulmányait az ELTE Bölcsészettudományi Karán végezte történelem-filozófia szakon. Fő érdeklődési köre a nemzetközi kapcsolatok és a történelem összekapcsolódása volt. 1981-től végzett oktató munkát az ELTE-n. 1991-től évtizedig a Stratégiai és Védelmi Kutatóintézet igazgatója volt, majd 2001 májusától a külügyminisztérium Fegyverzetellenőrzési és Biztonságpolitikai Főosztályát vezette. 2003 augusztusától a Kodolányi János Főiskola tanára volt. 2005-ben egyetemi tanárrá nevezték ki.
1985-ben védte meg kandidátusi disszertációját az atlanti központú nyugat-európai biztonságpolitikai rendszer kialakulásáról. A 80-as évek második felében monográfiákat írt oktatási célokra (Franciaország története 1945-1988, Európai integrációs intézmények). Az európai integráció oktatásának egyik első képviselője volt az ELTE-n.
1991-től volt a Stratégiai és Védelmi Kutatóintézet igazgatója, vezetése alatt az intézet Magyarországon és külföldön egyaránt elismert kutatóhellyé vált, amely mint tárcaintézet, alkalmazott kutatásokat végzett a HM és a KÜM igényeinek kielégítésére. Az intézet alapkutatásokat indított be a magyar és az európai biztonságpolitika terén, ami akkoriban új kutatási területnek számított. Több éves munka után 1997-ben, majd 2001-ben adta ki szerkesztésében a „Biztonságpolitika” című kötetet, amely felvázolta a politológia és a hadtudomány között kialakult diszciplína alapjait.
2001 és 2003 között a Külügyminisztériumban a Fegyverzetellenőrzési és Biztonságpolitikai Főosztályt vezette, a gyakorlatban alkalmazva kül- és biztonságpolitikai ismereteit. A főosztály hatáskörébe tartoztak a multilaterális nemzetközi biztonságpolitikai intézmények. Koordinálta a magyar nemzeti biztonsági stratégia elkészítését.
Számos külföldi felsőoktatási intézményben (Université de Nice, az Université Libre de Bruxelles, az Université Catholique de Louvain, a párizsi Insitut des Hautes Études Diplomatique et Stratégique, a New York University (NYU), a Pittsburg State University, az otzenhauseni Europaeische Akademie, az athéni Pantheon University, s a prágai Károly egyetem) is tartott előadásokat. Vendégtanárként oktatott a Sorbonne-Nouvelle, Paris-III és a Sorbonne-8 Saint-Denis egyetemeken. Nemzetközi konferenciákon közel 100 előadást tartott.
2005-ben a politikai tudományok doktora lett. 2007-től a Zrínyi Miklós Nemzetvédelmi Egyetem, illetve 2012-től a Nemzeti Közszolgálati Egyetem egyetemi tanára.

## Publikációi
Publikációs listáján 2016 októberében 133 tétel szerepelt.
- Die Belastung der Kantonshaushalte durch die Hochschulausgaben; Lang, Bern, 1970 (Europäische Hochschulschriften. R. 5., Volks- und Betriebswirtschaft, 27.)
- Az egységpolitika és a munkásmozgalom Nyugat-Európában. Összeállítás a külföldi politikai irodalomból, 1976-1977; összeáll. Gazdag Ferenc, Krausz Tamás, Mesterházi Miklós; Országgyűlési Könyvtár, Bp., 1978
- Gazdag Ferenc–Kiss J. László: Francia-nyugatnémet kapcsolatok a hetvenes években; MKI, Bp., 1981 (Tanulmányok Magyar Külügyi Intézet)
- François Mitterrand és a Francia Szocialista Párt; TIT, Bp., 1981 (Nemzetközi tájékoztató)
- Gazdag Ferenc–Kiss J. László: Együttműködés és rivalizálás, francia-nyugatnémet kapcsolatok a második világháború után; Művelődésügyi Minisztérium Marxizmus-leninizmus Oktatási Főosztály, Bp., 1983 (Tudományos szocializmus füzetek)
- Balázs József–Gazdag Ferenc: Fegyverek a Diadalív alatt. Franciaország biztonságpolitikájáról; Zrínyi, Bp., 1983
- Ferenc Gazdag–László J. Kiss: About the interpretation of cold war; Lapkiadó Vállalat, Bp., 1987
- Franciaország története, 1945-1988; Kossuth, Bp., 1989
- Európai integrációs intézmények; Közgazdasági és Jogi, Bp., 1992
- A Nyugat-Európai Unió. A megalakulástól a megvalósulásig; szerk. Dunay Pál, Gazdag Ferenc; Stratégiai és Védelmi Kutató Intézet, Bp., 1994
- A Helsinki folyamat. Az első húsz év. Tanulmányok és dokumentumok; szerk. Dunay Pál, Gazdag Ferenc; Stratégiai és Védelmi Kutató Intézet–Magyar Külügyi Intézet–Zrínyi Kiadó, Bp., 1995
- Franciaország kül- és biztonságpolitikája Mitterrand elnöksége alatt, 1981-1995; Stratégiai és Védelmi Kutatóintézet, Bp., 1996 (Védelmi tanulmányok)
- A comparative analysis of the Visegrad countries and their endeavours to integrate into the North Atlantic Alliance. Final report to the NATO Fellowship program, 1996-1997; Institute for Strategic and Defence Studies, Bp., 1997 (Defence studies)
- Az Észak-atlanti Szerződés Szervezete (NATO); Magyar Atlanti Tanács, Bp., 1997
- Az európai integráció; Calibra, Bp., 1997 (Élő történelem)
- Franciaország története, 1945-1995; Zrínyi, Bp., 1997
- Európai integrációs intézmények; Osiris, Bp., 1999 (Magyarország az Európai Unióban)
- Az Európa Tanács, 1949-1999. Tanulmányok és dokumentumok; szerk. Gazdag Ferenc, Kovács Péter; Stratégiai és Védelmi Kutatóintézet, Bp., 1999
- NATO dokumentumok, 1994-1999; szerk. Gazdag Ferenc; Stratégiai és Védelmi Kutatóintézet–NATO Információs és Sajtóiroda, Bp.–Brüsszel, 1999
- Az Európai Unió közös kül- és biztonságpolitikája; Osiris, Bp., 2000 (Magyarország az Európai Unióban)
- A második pillér: van-e az Európai Uniónak külpolitikája?; Stratégiai és Védelmi Kutatóintézet, Bp., 2000 (Védelmi tanulmányok)
- Biztonságpolitika; szerk. Gazdag Ferenc; Stratégiai és Védelmi Kutató Hivatal, Bp., 2001
- Az Európai Unió közös kül- és biztonságpolitikája; Osiris, Bp., 2002 (Magyarország az Európai Unióban)
- Európai integrációs intézmények; Osiris, Bp., 2002 (Magyarország az Európai Unióban)
- Joó Rudolf emlékkönyv, 2002; szerk. Gazdag Ferenc; Külügyminisztérium, Bp., 2002
- Magyar biztonság- és védelempolitikai dokumentumok, 1989-1998, 1-2.; szerk. Gazdag Ferenc; HM Stratégiai és Védelmi Kutató Hivatal, Bp., 2002
- Az Európai Unió közös kül- és biztonságpolitikája; Osiris, Bp., 2003 (Magyarország az Európai Unióban)
- Magyar külpolitika a 20. században. Tanulmányok; szerk. Gazdag Ferenc, Kiss J. László; Zrínyi, Bp., 2004
- Oroszország és Európa. Orosz geopolitikai szöveggyűjtemény; szerk. Ljubov Siselina, Gazdag Ferenc; Zrínyi, Bp., 2004
- Európai integráció és külpolitika; Osiris, Bp., 2005 (Osiris tankönyvek)
- Az Európai Unió közös kül-, biztonság- és védelempolitikája; Kodolányi János Főiskola, Székesfehérvár, 2005
- A kibővült Európai Unió: hatalom, választások, külpolitika. Válogatás a 2004. június 25-26-án Siófokon Unióban Európával: választások és változások címmel megrendezett vándorgyűlésen elhangzott előadásokból; szerk. Gazdag Ferenc, társszerk. Pécseliné Vajai Tünde, Szele Bálint; Kodolányi János Főiskola, Székesfehérvár, 2005
- Geopolitika és biztonság; szerk. Gazdag Ferenc; Zrínyi, Bp., 2006 (Biztonság a XXI. században)
- Biztonsági tanulmányok. Biztonságpolitika; szerk. Gazdag Ferenc; ZMNE, Bp., 2011 (Nemzet és biztonság könyvek)
- Franciaország története, 1918-1995; Kossuth, Bp., 2011 (A rövid XX. század)
- A biztonsági tanulmányok alapjai. Közös modul; Nemzeti Közszolgálati Egyetem, Bp., 2013
- Magyar kül-, biztonság- és védelempolitikai dokumentumok, 1990-2012. Közös modul; szerk. Gazdag Ferenc, Nemzeti Közszolgálati Egyetem, Bp., 2013
- A magyar külpolitika, 1989-2014; szerk. Gazdag Ferenc; Nemzeti Közszolgálati Egyetem Nemzetközi Intézet, Bp., 2014